# Bill Shorten
William Richard Shorten (nacido el 12 de mayo de 1967) es un político australiano que ha sido líder del Partido Laborista y líder de la oposición desde octubre de 2013. Ha representado a Maribyrnong en la Cámara de Representantes de Australia desde 2007, y se desempeñó en varias posiciones ministerial en los gobiernos de Rudd y Gillard, incluido el ministro de Educación y Ministro de Relaciones Laborales. Antes de entrar en el Parlamento, fue el Secretario Nacional del Sindicato de Trabajadores australianos entre 2001 y 2007. 